# Never Too Loud
Never Too Loud è il quarto album in studio del gruppo rock canadese Danko Jones, pubblicato nel 2008.

## Tracce
1. Code of the Road – 2:57
2. City Streets – 4:02
3. Still in High School – 2:26
4. Take Me Home – 3:31
5. Let's Get Undressed – 3:07
6. King of Magazines – 3:18
7. Forest for the Trees (feat. John Garcia & Pete Stahl) – 6:06
8. Your Tears, My Smile – 3:31
9. Something Better – 3:04
10. Ravenous – 3:11
11. Never Too Loud – 3:02
12. You Ruin the Day (bonus track) – 3:24
13. Sugar High (bonus track) – 3:37